# Regionalne Centrum Informatyki Bydgoszcz
Regionalne Centrum Informatyki Bydgoszcz im. gen. bryg. prof. dr hab. Elżbiety Zawackiej ps. „Zo” (RCI Bydgoszcz) – oddział wojsk łączności i informatyki, podlegający obecnie Dowództwu Komponentu Wojsk Obrony Cyberprzestrzeni.

## Historia
Jednostkę sformowano 1 stycznia 2018 r. na podstawie Decyzji Nr 1/Org./ISI Ministra Obrony Narodowej z 31 sierpnia 2017 roku oraz na podstawie Rozkazu Nr PF-1/ISI/2017 Szefa Inspektoratu Systemów Informacyjnych z 17 listopada 2017 roku i podlegała ona Inspektoratowi Informatyki (I2).
Inspektorat Informatyki rozformowano w 2019 r., a jego jednostki przekazano do Narodowego Centrum Bezpieczeństwa Cyberprzestrzeni; do 1 stycznia 2022 Narodowe Centrum Bezpieczeństwa Cyberprzestrzeni im. Jerzego Witolda Różyckiego (NCBC); do 23 sierpnia 2022 Narodowe Centrum Bezpieczeństwa Cyberprzestrzeni – Dowództwo Komponentu Wojsk Obrony Cyberprzestrzeni (NCBC–DKWOC).
Obecnie RCI Bydgoszcz podlega bezpośrednio Dowództwu Komponentu Wojsk Obrony Cyberprzestrzeni im. Jerzego Witolda Różyckiego (DKWOC) w Siłach Zbrojnych.
RCI Bydgoszcz sformowane zostało na bazie przeformowanego Regionu Wsparcia Teleinformatycznego w Bydgoszczy (RWT Bydgoszcz) oraz rozformowanego Zespołu Zarządzania Wsparciem Teleinformatycznym w Bydgoszczy (ZZWT Bydgoszcz), a także rozformowanych: 1. RWT SP w Poznaniu i 2. RWT SP w Bydgoszczy.
RCI Bydgoszcz na podstawie decyzji Ministra Obrony Narodowej Nr 134/MON z 4.10.2018 roku przejęło i z honorem kultywuje dziedzictwo tradycji następujących jednostek:
- 2. Rejonu Wsparcia Teleinformatycznego Sił Powietrznych w Bydgoszczy (2007-2017),
- 1. Rejonu  Wsparcia  Teleinformatycznego  Sił  Powietrznych  w  Poznaniu (2008-2017),
- Zespołu  Zarządzania  Wsparciem  Teleinformatycznym  w  Bydgoszczy (2011-2017),
- Regionu Wsparcia Teleinformatycznego w Bydgoszczy (2011-2017).

Na podstawie tej samej decyzji nadano imię patrona, którym została gen. bryg. prof. dr hab. Elżbieta Zawacka, ps. „Zo”, a doroczne 
Święto Regionalnego Centrum Informatyki Bydgoszcz ustanowiono na dzień 18 października.
18 października 2022 roku na Rynku Starego Miasta w Bydgoszczy odbyła się uroczystość wręczenia sztandaru wojskowego ufundowanego Regionalnemu Centrum Informatyki Bydgoszcz.
Sztandar, w imieniu Prezydenta RP, wręczył dowódca WOC gen. Karol Molenda.

Insygnia RCI Bydgoszcz
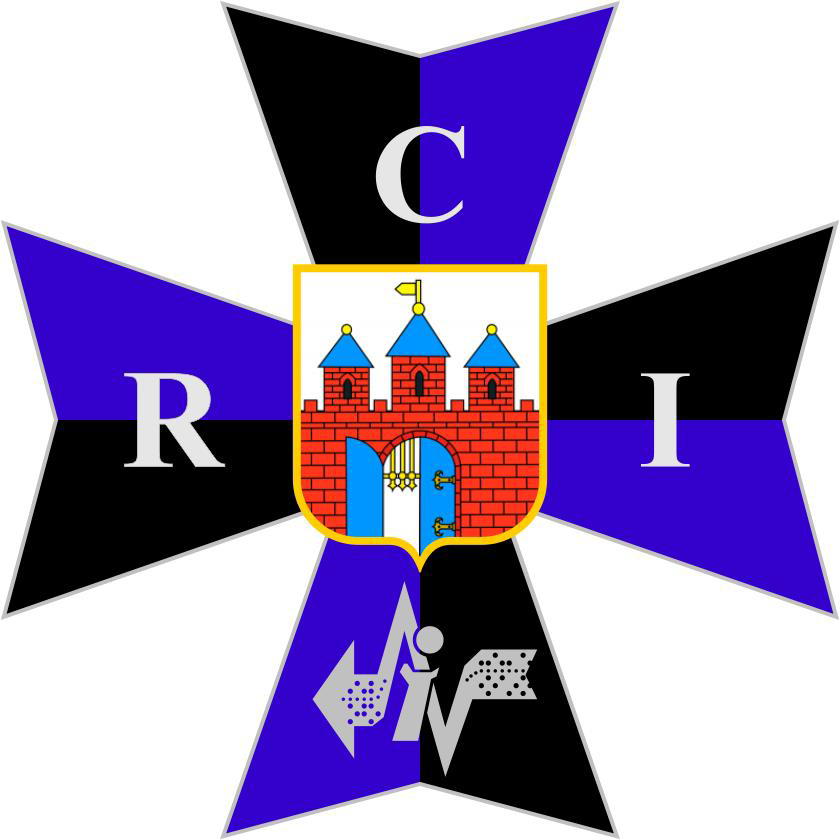
Odznaka pamiątkowa (2019)
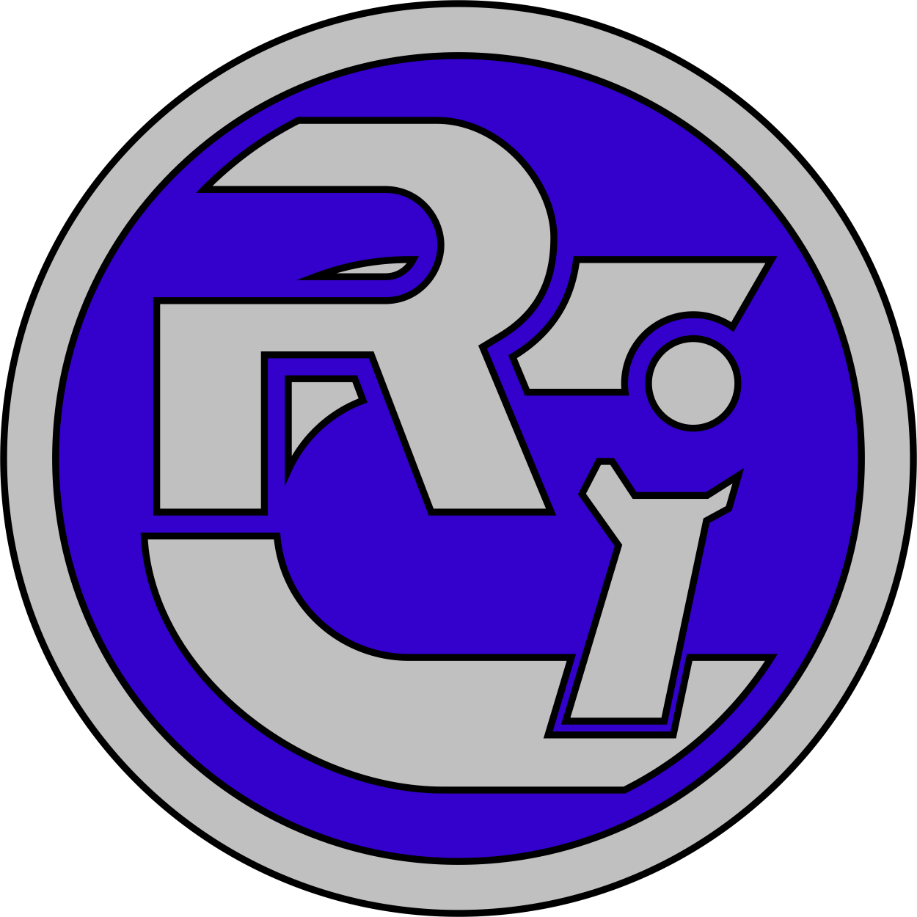
Oznaka rozpoznawcza na mundur wyjściowy (2019)
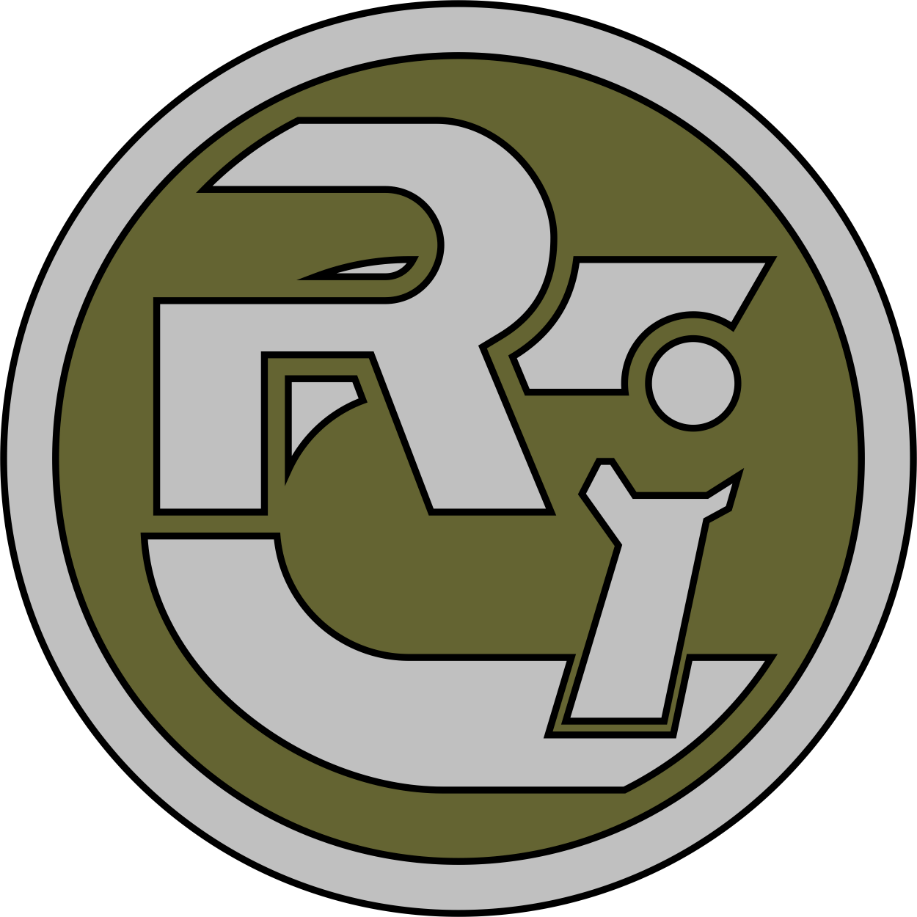
Oznaka rozpoznawcza na mundur polowy (2019)

## Zadania
Głównym zadaniem jednostki jest zabezpieczenie stacjonarnych systemów teleinformatycznych (transmisyjnych, komutacyjnych, transmisji danych), łączności radiowej, radioliniowej, satelitarnej oraz systemów bezpieczeństwa oraz wojskowej poczty polowej w regionie odpowiedzialności, który swym zasięgiem obejmuje:
- województwo kujawsko-pomorskie,
- województwo wielkopolskie,
- województwo zachodniopomorskie,
- województwo pomorskie.

## Komendanci
- płk Wiesław Tereba (01.01.2018 – 30.09.2020)
- płk Robert Stańczyk (01.10.2020 – 26.09.2024)
- płk Piotr Fabijańczuk (27.09.2024 – obecnie)